# Hogo fogo Homolka
Hogo fogo Homolka – czechosłowacka komedia z 1970 roku w reżyserii Jaroslava Papouška, prezentująca nowe perypetie bohaterów filmu Straszne skutki awarii telewizora (1969).

## Treść
Zawiadomiona o rychłej śmierci pradziadka, rodzina Homolków udaje się w dalszą podróż nowo zakupionym samochodem škoda, by złożyć seniorowi rodu ostatnią wizytę. Ku swemu zaskoczeniu, nie zastają go w domu, bo poszedł spotkać starych znajomych na dorocznym pokazie sprawności psów myśliwskich. Niezadowolenie i dłużące się oczekiwanie na jego powrót skutkują u Homolków bezustannymi swarami i ciągiem niefortunnych zdarzeń. 

## Główne role
- Helena Růžičková – Heduš
- František Husák – Ludva
- Petr Forman – Pét’a
- Matěj Forman – Mát’a
- Marie Motlová – babka
- Josef Šebánek – dziadek
- Josef Kolb – pradziadek
- Josefa Pechlátová – prababka
- Jiří Cutka – Francek Petrlik
- Karel Fridich – właściciel psa